# Peder Ribbing (död 1521)
Peder Knutsson Ribbing, död 23 december 1521 i Jönköping, var motståndare till Kristian II samt son till Knut Pedersson Ribbing.

## Biografi
Han startade med brodern Lindorm  ett uppror mot Kristian II i västra Småland i december år 1520, men tillfångatogs av Ture Jönsson (Tre Rosor). Ribbing avrättades 23 december 1521 i Jönköping tillsammans med brodern och sin minderårige son.